# Erythroxylum australe
Erythroxylum australe är en tvåhjärtbladig växtart som beskrevs av F. Müll.. Erythroxylum australe ingår i släktet Erythroxylum och familjen Erythroxylaceae. Inga underarter finns listade i Catalogue of Life.

## Bildgalleri

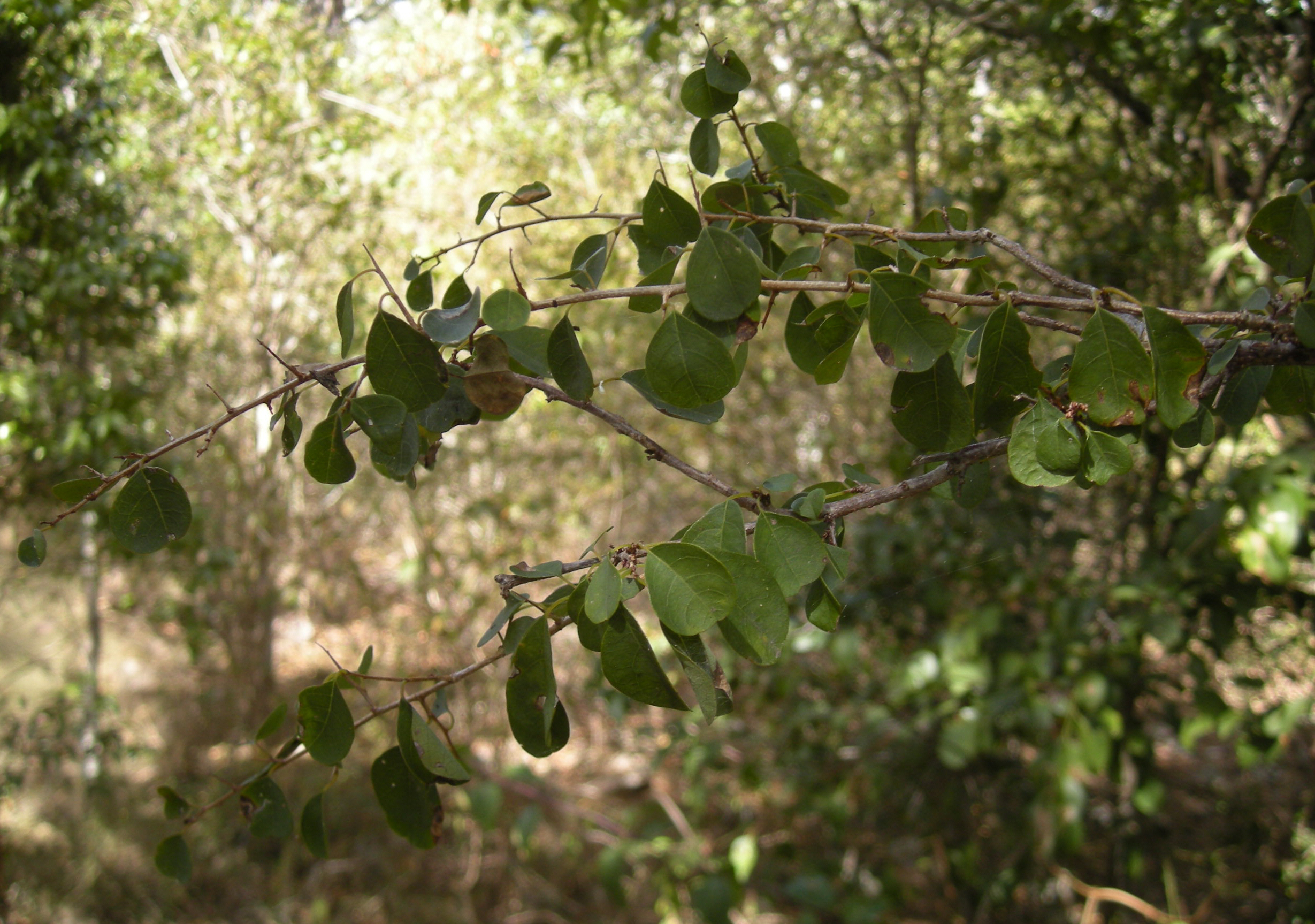
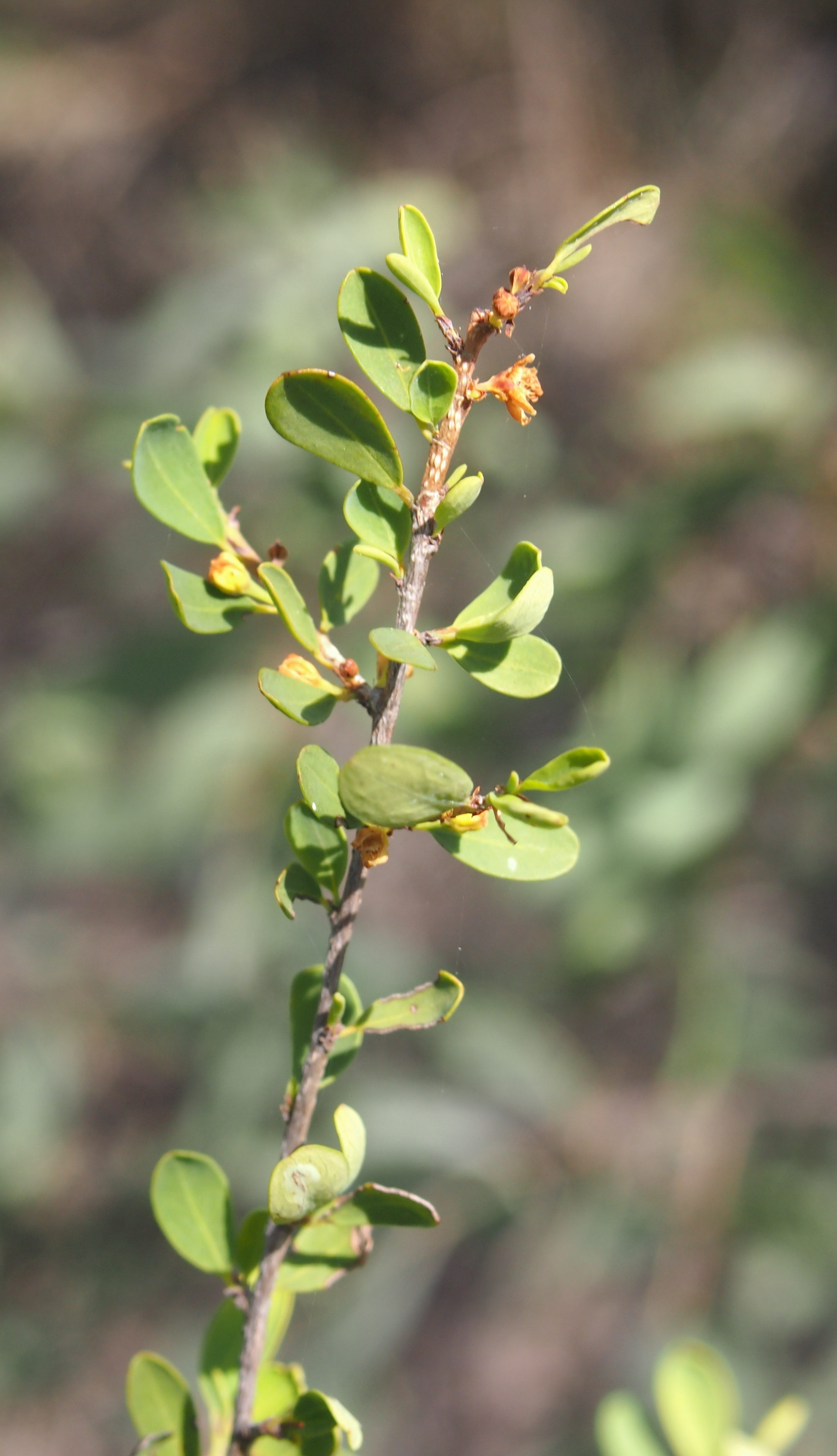
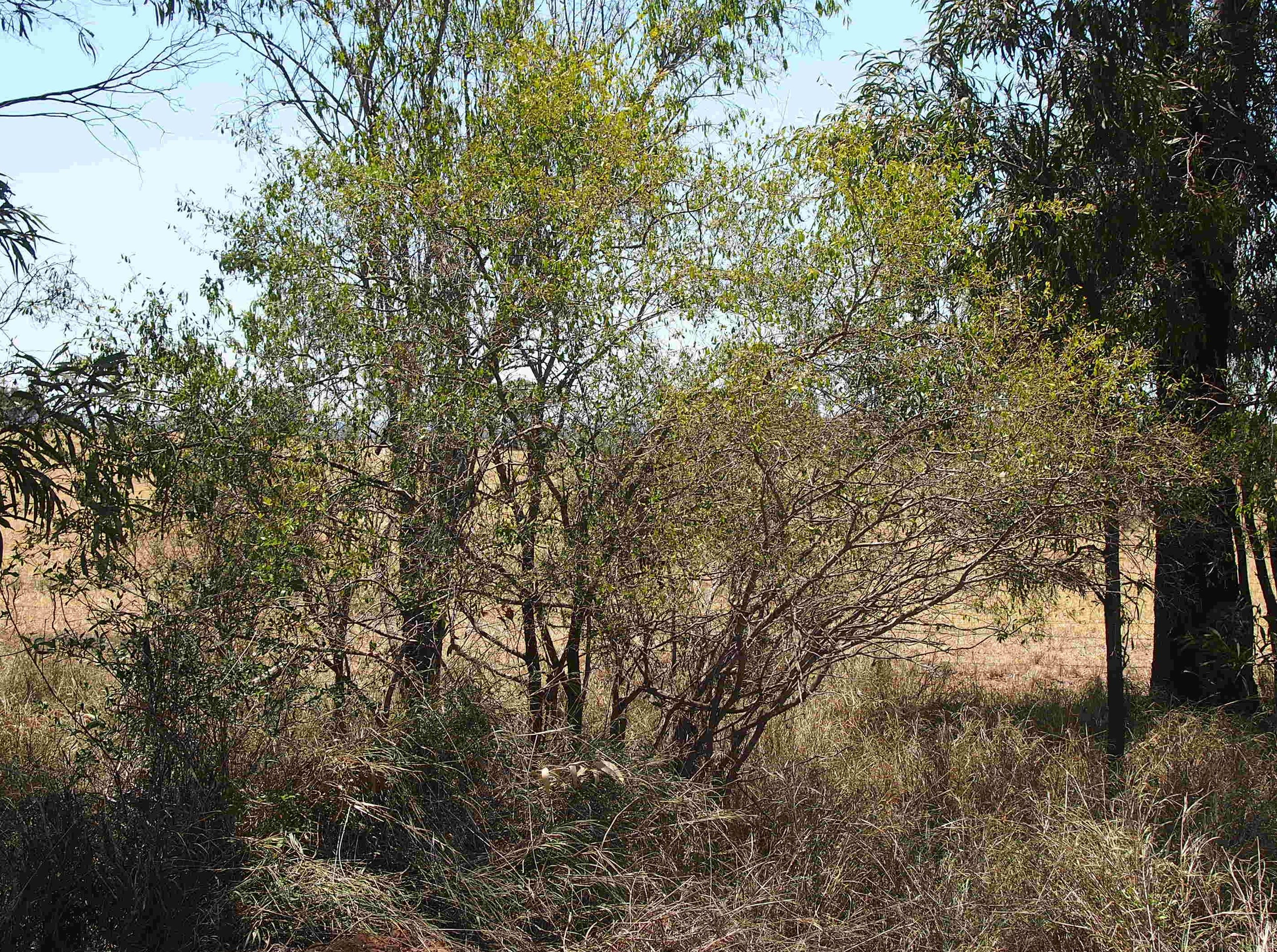